# Videojoc de sigil
Un videojoc de sigil, també conegut com a videojoc d'espionatge o videojoc d'infiltració, és aquell on el factor més important és el sigil, ja que el personatge controlat pel jugador, en la majoria dels casos, no ha de ser detectat per acabar la missió amb èxit.
Sagues com: Metal Gear, Tom Clancy's Splinter Cell, Manhunt i Thief, Hitman o Assassin's Creed entre altres han fet famós aquest gènere. A causa de la seva creixent popularitat, algunes companyies han inclòs petites fases d'infiltració en els seus títols d'acció, com ara BioShock.
El primer joc d'infiltració va ser Castle Wolfenstein (no confondre amb el joc d'id, Wolfenstein 3D) creat per Muse Software el 1981. L'estil de joc no es tornaria a utilitzar fins a 1987 quan Hideo Kojima va crear la saga Metal Gear. Després de la seva aparició naixerien altres títols amb conceptes similars però en ambients i èpoques diferents.